# دختری در شب تنها به خانه می‌رود
دختری در شب تنها به خانه می‌رود فیلمی به کارگردانی و نویسندگی آنا لیلی امیرپور است. این فیلم را به عنوان «نخستین فیلم ایرانی در ژانر ترسناک وسترن» می‌شناسند

## دربارهٔ فیلم
داستان فیلم به شکل حداقلی روایت می‌شود و فرم بصری فیلم نمود چشمگیری دارد. فیلمبرداری سیاه و سفید با نورپردازی ، لوکیشن‌های را در آمریکا به ایران شبیه می‌کند تا در تصاویری تاثیرپذیرفته از بزرگان سینما، همه چیز برای یک فیلم مفرح که رفته‌رفته لایه‌های متعددی می‌یابد، فراهم شود.
فیلمساز به مدد فرمش، دنیای دیگری بنا می‌کند که هیچ شباهتی به واقعیت ندارد، اما باورپذیر است. ما همه آدم‌های داستان ساده فیلم را حس می‌کنیم و با آنها همراه می‌شویم.

## داستان فیلم
این فیلم داستان چند شخصیت را در شهری تخیلی در ایران به نام «شهر بد» روایت می‌کند. آرش که پدر معتادی دارد با دختری که خون‌آشام است برخورد می‌کند و عشقی میان آنها شکل می‌گیرد.

## نظر منتقدان
پرویز جاهد یکی از منتقدان سینما نیز در انتقاد به انتخاب ایران برای شهر بد در فیلم می‌گوید:
به شدت معتقدم که فیلم ساختن در مورد ایران امروز در خارج از کشور تقریباً کوشش بیهوده ای است (فیلم خانم امیرپور در صحرای کالیفرنیا فیلمبرداری شده). بد سیتی (شهر بد) خانم امیرپور با فاحشه‌ها، جاکش‌ها، معتادهای تزریقی و زن چادری خون آشامش، می‌توانست هرجا باشد اما ایشان به خاطر ایرانی بودنش، این شهر خیالی و تمثیلی را که در خوابش دیده (در جواب سؤال من در جلسه پرسش و پاسخ که بد سیتی کجاست؟ گفت در خواب من)، ایران انتخاب کرده‌است.

او در ادامهٔ انتقاداتش آمریکا را محل بهتری برای بیان داستان فیلم می‌داند: 
من واقعاً تصمیم فیلمساز برای بیان چنین قصه ای با شخصیت‌های ایرانی در یک ناکجا آباد ایرانی را نمی‌فهمم. به نظر من اگر ایشان این فیلم را در مورد آمریکا و شخصیت‌های آمریکایی می‌ساخت، مشکلاتی که الان در فیلمش می‌بینیم کمتر می‌بود. بد سیتی (شهر بد) آنالیلی، به رغم برخی شباهت‌هایش به شهرهای جنوبی ایران (بیشتر آبادان دوره شاه)، به شهرهای کوچک غرب آمریکا که عموماً در فیلم‌های مستقل آمریکایی (از جمله لینچ و جارموش) می‌بینیم، بیشتر شبیه است اگرچه آدم‌هایش، هیچ ربطی به آدم‌های آن نوع فیلم‌ها ندارند